# Berényi Zsigmond
Gróf karancsberényi Berényi Zsigmond József (Bokod, 1694. szeptember 27. –  Pécs, 1748. szeptember 25.) A Pécsi Egyházmegye 65. püspöke, Baranya vármegyei főispán.

## Életrajza
1711-től az Esztergomi Egyházmegye növendékeként a bécsi Pázmáneumban tanult. 1714-től poroszlói apát. A Nagyszombati egyetemen abszolválta a teológiai és filozófia vizsgáit 1714 végére. 1715-től a Collegium Germanicum-Hungaricum növendéke Rómában, ahol teológiai doktorátust is szerez. 1718-ban korengedménnyel felszentelt papként hazatér Magyarországra.1719-ben Keresztély Ágost hercegprímás esztergomi kanonokká nevezte ki (Erdődy Gábor Antal egri püspök ajánlására), majd 1720-tól újvári érseki főesperes lett. Még ebben az évben honti főesperes.
1728-ban megkapta az akkori pápától, XIII. Benedektől a mallei püspöki címet, és Esterházy Imre hercegprímás mellett segédpüspök lett. Eszterházy Imre ajánlására a Rómában élő pécsi püspök, Alvarez Cienfuegos (1735–1739) 1736. április 7-i levelében Berényi Zsigmondra bízta a pécsi egyházmegye kormányzását (segédpüspök lett), és egyúttal Baranya és Tolna vármegye főispánságát, mely tisztségre 1736. szeptember 7-én nevezték ki, és szeptember 17-én iktatták be. 
Miután Cienfuegos 1739. augusztus 19-én Rómában meghalt, Berényit december 4-én kinevezték pécsi püspöknek. A hercegérsek szentelte fel Pozsonyban 1741. február 25-én. Április 9-én történt Pécsen a beiktatása. Működése alatt felerősödtek a viták a város és a püspökség között a város jogainak elismeréséért. Pécs városa ezért az uralkodóhoz, Mária Teréziához fordult.
Nevéhez fűződik a Pécsi Papi Szeminárium alapkövének letétele (1742. június 4.), majd annak felszentelése Szent Pál tiszteletére 1746. szeptember 4-én. Könyvtárról is gondoskodott – külön a hallgatóknak és a tanároknak. Az első magyarországi nyilvános könyvtár alapját, melyet Klimó György alapított, Berényi Zsigmond mintegy háromezer kötetes gyűjteménye képezte.
A Nesselrode Ferenc Vilmos püspök által alapított kórházat 1742-ben kibővítette.
Nagy gondot fordított a templomok felszentelésére (pl. Báta), egyházi szertartásokra, valamint a Székesegyház felújítására. Tíz új plébániát létesített az egyházmegyében.
1748. szeptember 25-én súlyos betegségben elhunyt. A pécsi dóm Corpus Christi kápolnájában helyezték örök nyugalomra.